# Дубове (округ Турчянске Тепліце)
Дубове (словац. Dubové) — село, громада округу Турчянське Тепліце, Жилінський край. Кадастрова площа громади — 28.29 км².
Населення 705 осіб (станом на 31 грудня 2018 року).

## Історія
Дубове згадується 1262 року.

## Географія
Протікають річка Бесна вода; Дівяцький потік; Гайський потік; Лучна і  Пешть.

## Населення
| Рік:            | 1994. | 2004.   | 2014.   | 2024.   |
| --------------- | ----- | ------- | ------- | ------- |
| Кількість осіб: | 737   | 758     | 718     | 688     |
| Різниця:        |       | +2,84 % | -5,27 % | -4,17 % |

| Рік:            | 2023. | 2024.   |
| --------------- | ----- | ------- |
| Кількість осіб: | 675   | 688     |
| Різниця:        |       | +1,92 % |